# Laurence Juber
Laurence Juber (Stepney, Londres, 12 de noviembre de 1952) es un músico británico residente en California, conocido por tocar como guitarrista en bandas como Wings. Desde 1981, ha desarrollado una carrera en solitario. 

## Biografía
Juber comenzó a tocar la guitarra de forma autodidacta la semana en que The Beatles publicaron «I Wanna Hold Your Hand». Comenzó tocando una guitarra acústica barata y aprendió a leer música rápido. Comenzó a ganar dinero tocando la guitarra con trece años, y estudió clases de guitarra clásica a partir de los quince años. 
Cautivado por los sonidos de los discos de la década de 1960, puso su destino en convertirse en músico de sesión en Londres. Obtuvo una licenciatura de música en la Universidad de Londres, donde amplió su horizonte musical tocando el laúd. Después de la graduación, comenzó a trabajar como música de sesión, trabajando en su primer proyecto con el productor George Martin en un álbum de Cleo Laine. Entre otros trabajos de estudio, en 1977, Juber fue reservado por el contratista de orquesta londinense David Katz, junto con el batería Peter Boita, para ir a París durante una semana y grabar un álbum con Charles Aznavour titulado Je N'ai Pas Vu Le Temps Passer.
Juber abandonó su trabajo como músico de sesión al unirse como miembro de Wings, grupo de Paul McCartney, en 1978. Juber comentó que accedió a unirse de inmediato «porque no rechazas ese tipo de trabajo». Tocó en el álbum Back to the Egg, así como en la posterior gira del grupo por el Reino Unido. En 1980 ganó su primer premio Grammy cuando la canción de Wings «Rockestra Theme» fue galardonada en la categoría de mejor canción instrumental de rock. De forma paralela, Juber publicó Standard Time, su primer álbum en solitario, que incluyó la colaboración de McCartney y de Denny Laine en la canción «Maisie».
Después de la ruptura de Wings a comienzos de 1981, Juber trasladó su residencia a los Estados Unidos. En Nueva York conoció a su futura mujer, Hope, y pronto se trasladaron a vivir a California. Poco después retomó su trabajo como músico de sesión y trabajó en varios programas de televisión, incluyendo Happy Days y Family Ties, y en películas, dirigiendo la música de Very Bad Xmas.
En 1990 publicó Solo Flight, su segundo disco en solitario. Durante la siguiente década decidió explorar distintos registros musicales. En 2000, publicó LJ plays the Beatles y The Collection, y tres años después lanzó Guitarist. Además de desarrollar su propia carrera, Juber ha producido y tocado en los discos de Al Stewart Between the Wars (1995), Down in the Cellar (2000), A Beach Full of Shells (2005) y Sparks of Ancient Light (2008).

## Discografía
- 1982: Standard Time
- 1990: Solo Flight
- 1993: Naked Guitar
- 1995: LJ
- 1997: Winter Guitar
- 1997: Groovemasters (con Preston Reed)
- 1998: Mosaic
- 1999: Altered Reality
- 2000: LJ Plays the Beatles
- 2000: The Collection
- 2001: Different Times
- 2003: Guitarist
- 2004: Henry Mancini: Pink Guitar
- 2005: One Wing
- 2006: I've Got the World On Six Strings
- 2007: PCH
- 2008: Pop Goes Guitar
- 2009: Wooden Horses
- 2010: LJ Plays the Beatles Vol.2
- 2011: Children of the Harvest
- 2012: Soul of Light